# Aloses al filferro
Aloses al filferro (títol original: Skřivánci na niti), presentada a la Berlinale amb el títol anglès Larks on a String) és una comèdia txecoslovaca de 1969 dirigida per Jiří Menzel. La pel·lícula, concebuda com un atac a l'estalinisme, va ser filmada el 1969 però va ser instantàniament prohibida per la censura soviètica i no va veure la llum fins més de 20 anys després, quan el 1990 va ser projectada al Festival de Cinema de Berlín i va guanyar l'Os d'Or.
Ha estat doblada al català.
Després del rodatge de Skřivánci na niti, Menzel va ser condemnat a no poder dirigir més pel·lícules, fins que l'any 1974 va ser autoritzat a reempredre la seva activitat de cineasta, amb la producció de Kdo hledá zlaté dno (Qui busca or?).
Skřivánci na niti està basada en set contes de Bohumil Hrabal recollits a la novel·la Inzerát na dum, ve kterém uz nechci bydlet (traducció literal en català: Anunci d'una casa en la qual ja no hi vull viure), escrita el 1950 però no publicada fins al 1965.

## Argument
Diversos membres de la burgesia txecoslovaca han sigut destinats a treballar en una planta industrial de reciclatge d'acer ubicada al poble txec de Kladno amb l'objectiu de ser reeducats mitjançant el treball manual. La planta, que a partir de desferres i diversos residus de ferralla produeix barres d'acer per a la construcció, ha de transformar també els burgesos per tal de fer-los aptes per a la nova societat comunista.
El grup de burgesos inclou un advocat que creu en el dret a la defensa per part de l'acusat; un doctor en filosofia i llibreter que s'ha negat a desprendre's de literatura decadent; un saxofonista, l'instrument del qual ha sigut requisat per burgès; un religiós que s'ha negat a treballar els dissabtes; un lleter que ha tancat el seu negoci; un barber i un fuster.
La comèdia, mitjançant un humor negre i surrealista, recrea una successió d'episodis que descriuen una realitat absurda i amarga. Entre d'altres, mostra les obsessions del supervisor del grup, la vida privada del policia encarregat de vigilar la planta o diverses escenes d'amor i les relacions que sorgeixen entre els burgesos i el grup de dones també destinades a treballar a la planta d'acer.
El supervisor del grup de burgesos presumeix incansablement del seu passat obrer, però revela la seva vertadera natura quan la policia secreta porta a terme detencions a causa dels seus informes; o quan es posa a netejar amb esponja una jove gitana, obsessionat per la puresa i el culte al cos.
També, la planta és visitada per un grup de joves pioners (moviment juvenil del partit comunista), el ministre de cultura i un cap sindical. Mentrestant, diversos burgesos van desapareixent de la planta: el lleter per incitar a una vaga en contra de les condicions laborals, i el llibreter i el religiós per interessar-se pel lleter.
Diverses escenes d'amor o sexe tenen lloc al llarg dels episodis. Pavel, el religiós, s'enamora de Jitka, una reclusa condemnada també a treballar a la planta d'acer. El policia de la planta, Andel, s'enamora de la gitana Terezka, es casen i protagonitzen diversos episodis d'un manifest conflicte conjugal.

## Repartiment
| Actor / actriu original | Personatge fictici |
| ----------------------- | ------------------ |
| Rudolf Hrusínský        | cap sindicalista   |
| Václav Neckár           | Pavel              |
| Jitka Zelenohorská      | Jitka              |
| Vlastimil Brodský       | Professor          |
| Vladimír Ptácek         | Lleter             |
| Leos Sucharípa          | Advocat            |
| Ferdinand Kruta         | Krudla             |
| Frantisek Rehák         | Dobrecek           |
| Jaroslav Satoranský     | Andel, guàrdia     |
| Nada Urbánková          | Lenka              |
| Vera Kresadlová         | Convicte           |
| Zdeněk Svěrák           |                    |
| Jiří Menzel             |                    |

## Premis i nominacions

### Premis
- 1990. Os d'Or